# Bartholomé de Carcassonne
Bartholomé de Carcassonne (Barthélémy de Carcassonne) est l'auteur auquel on attribue Le Traité cathare anonyme (vers 1218-1222). Il aurait été "le représentant officiel en Languedoc d'un anti-pape cathare résidant en Bosnie" (René Nelli).

### Ouvrage
- Le Traité cathare anonyme, recueil de citations à usage pastoral, inséré et critiqué dans le Contra Manichaeos de Durand de Huesca vers 1223-1230, attribué à Bartholomé de Carcassonne. Christine Thouzellier, Un traité cathare inédit du début du XIIIe siècle, d'après le 'Liber contra Manicheos' de Durand de Huesca, Louvain, 1961.
- René Nelli, Écritures cathares, Planète, 1968, p. 179-203.
- Jean Duvernoy, Un traité cathare inédit du début du XIIIe siècle, Cahiers d'études cathares, 2° série, n° 13, printemps 1962.

### Études
- Christine Thouzellier, "Un traité cathare inédit du début du XIIIe siècle", EPHE, année 1959, vol. 72, n° 68, p. 139-142